# 1652 az irodalomban
Az 1652. év az irodalomban.

## Születések
- március 3. – Thomas Otway angol drámaíró († 1685)

## Halálozások
- április 26. – Jean-Pierre Camus francia teológus, rendkívül termékeny író (* 1584)